# 遠藤典子
遠藤 典子（えんどう のりこ、1968年5月6日 - ）は、日本の実業家。

## 人物
現在は慶應義塾大学で教鞭を取る傍ら、多数の社外取締役を務めるほか、財務省財政制度等審議会委員、原子力損害賠償・廃炉等支援機構運営委員を務める。

## 学歴
- 2012年 - 京都大学大学院エネルギー科学研究科博士課程修了
- 2014年 - 博士（エネルギー科学）（京都大学）[1]

## 経歴
- 1994年 - ダイヤモンド社入社
- 2004年 - 九州大学東京事務所長
- 2006年 - ダイヤモンド社週刊ダイヤモンド編集部副編集長
- 2013年 - 東京大学政策ビジョン研究センター客員研究員
- 2015年 - 慶應義塾大学大学院政策・メディア研究科特任教授
- 同年 - 早稲田大学環境総合研究センター招聘研究員
- 2016年 - NTTドコモ社外取締役
- 2018年 - アインホールディングス社外取締役 (現職)
- 2019年 - 阪急阪神ホールディングス社外取締役 (現職) [2]
- 同年 - バルクホールディングス社外取締役
- 2020年 - 慶應義塾大学大学院グローバルインスティテュート特任教授
- 同年 - カジノ管理委員会委員
- 2021年 - Techpoint,Inc 社外取締役 (現職)
- 同年 - ジャパンエレベーターサービスホールディングス社外取締役 (現職) [3]
- 2022年 - NTT社外取締役 (現職) [4]
- 2024年 - 早稲田大学研究院教授 (現職)

## 著書
- 『原子力損賠賠償制度の研究―福島第一原発事故からの考察』岩波書店、2013年。